# Andonis Vratsanos
Andonis Vratsanos, conegut amb el nom de guerra d'«Angeloulis», (en grec: Αντώνης Βρατσάνος, «Αγγελούλης») (Làrissa, 1919 - Atenes, 25 de novembre de 2008) fou un activista polític grec, militant de l'Exèrcit Popular d'Alliberament Grec (ELAS), la branca militar del Front d'Alliberament Nacional (EAM), i l'Exèrcit Democràtic de Grècia.
Al febrer de 1944 va fer esclatar un tren alemany, ple de soldats i oficials, en el seu camí cap al front oriental. Això li va costar a la Wehrmacht uns 450 morts, entre ells 150 oficials i un general amb tot el seu personal. Aquesta acció es va considerar com un dels sabotatges més gran d'Europa, contra l'ocupació alemanya. Després de la derrota dels comunistes a la Guerra Civil Grega, va passar 33 anys a l'exili a Romania.
El 28 de febrer de 2007, el President de la República Hel·lènica, Kàrolos Papúlias, li va concedir la condecoració de "Gran Cavaller de l'Orde d'Honor", per les seves accions en la resistència grega entre l'any 1941 i 1944.